# Радован Јелашић
Радован Јелашић (Баја, 19. фебруар 1968) српски и мађарски је економиста и бивши гувернер Народне банке Србије. Прве године живота је провео у селу Сантову одакле потиче и његова породица.

## Биографија
Школовање је започео у Сантову, а гимназију је на српском језику завршио у Будимпешти. Дипломирао је 1992. на Економском факултету у Београду и магистрирао финансије 1995. на Универзитету у Илиноису, Чикаго, САД.
Банкарску каријеру је отпочео у Дојче банк у Франкфурту, где је четири године радио као регионални менаџер у Одељењу за централну и источну Европу. Од 1999. године, када је прешао у McKinsey & Company Inc. у Франкфурту, радио је на пројектима у банкарском сектору у Немачкој, Пољској и Бугарској везаним за кредитно финансирање, приватизацију, преузимање компанија, организационо реструктурирање, финансирање корпорација и израду стратегије за хипотекарно пословање.
На функцији вицегувернера Народне банке Југославије - Србије радио је од децембра 2000. до јула 2003. године. За то време је руководио развојем и спровођењем реструктурирања банкарског сектора, реформом сектора контроле, преговорима о свим програмима везаним за финансијски сектор са Међународним монетарним фондом, Светском банком и Европском унијом, реорганизовањем сектора за информациону технологију, оснивањем одељења за финансирање средњих и малих предузећа и организацијом техничке помоћи у Народној банци.
Сада је генерални директор "Ерсте банке" у Мађарској.

## Гувернер Народне банке Србије
Народна скупштина Републике Србије, на предлог странке Г17+, именовала га је за гувернера Народне банке Србије 25. фебруара 2004. године, а на ту функцију ступа 1. марта исте године. После доношења новог Устава и Уставног закона, 26. септембра 2007. изабран је за гувернера Народне банке Србије са новим мандатом од пет година.
Поднео је неопозиву оставку на место гувернера 23. марта 2010. из личних разлога. Међутим остаје на дужности све до 28. јула 2010. године када га Скупштина, као једино тело које има право да изабере и смени гувернера, формално разрешава дужности.